# Quần tụ Viên Đạn
Bullet Cluster, hay sự kiện Bullet Cluster"1E 0657-56", là cuộc đụng độ giữa hai đám thiên hà mạnh nhất mà ngành thiên văn học hiện đại ghi nhận được, khiến cho các vì sao và vật chất tối của những thiên hà đi xuyên tách rời nhau, trong khi những khối khí liên hành tinh giữa chúng va vào nhau và đi chậm lại. Kết quả là tạo ra thiên hà 1E 0657-56, hay Bullet Cluster.
|  |  |